# Salamon András
Salamon András (Budapest, 1956. október 6.) Balázs Béla-díjas (2001) magyar filmrendező, forgatókönyvíró, producer, egyetemi tanár. Az 1980-as években az URH (együttes) dobosa volt.

## Életpályája
1964-től gyermekszínész volt. 1976-1982 között a Magyar Televízió segédoperatőre volt. 1979-1981 között a Színház- és Filmművészeti Főiskola hallgatója volt. 1982-1985 között a Mafilm rendezőasszisztense, 1985-1993 között pedig szellemi szabadfoglalkozású volt. 1993 óta a Hunnia Filmstúdió rendezője. 2000 óta a Színház- és Filmművészeti Egyetem tanára. 2010 óta az ELTE TTK, a Budapesti Kommunikációs és Üzleti Főiskola oktatója.

## Filmjei

### Rendezőként
- Hajléktalanok (1989)
- Cigányok (1989)
- Ki vigyáz ránk? (1991)
- Itt a szabadság! (1991) (forgatókönyvíró is)
- Miről álmodnak a kínaiak? (1991)
- Gyerekek a városban (1991)
- Hős utca (1991)
- Film a szépségről (1992)
- Egy vidám nap a szeméttelepen (1992)
- Vágyakozás (1992)
- Cigányballada (1992)
- Az élet (1992)
- Zsötem (1992) (forgatókönyvíró és zene is)
- Idegenlégió (1993)
- Gyilkosság semmiért (1993)
- Elhagyott emberek (1993)
- Film a melegekről (1993)
- Fiatal bűnözők (1994)
- A tejesember (1994)
- Ózdi képeslapok (1994)
- Marika élete (1994)
- Az utolsó út (1994)
- Koldusgyerek (1994)
- Roller (1995)
- Taxisofőr volt (1995)
- Lujza utca (1995)
- A bácsi és a villamos (1995)
- A vállalkozás szenvedélye (1995)
- Anna Frank és a cigányok (1996)
- A rádió (1996) (operatőr is)
- Huttyán (1996) (forgatókönyvíró és operatőr is)
- Az ősember álma (1997)
- Városlakók (1997)
- Szeptember (1999) (forgatókönyvíró is)
- Közel a szerelemhez (1999) (forgatókönyvíró is)
- Jonuc és a koldusmaffia (2000) (forgatókönyvíró és operatőr is)
- Elveszett család (Incze Ágnessel, 2001) (forgatókönyvíró is)
- A kommunizmus ígérete (2002)
- Getno (2004) (forgatókönyvíró is)
- Világfalu (2006)
- Meséld el… (2007) (forgatókönyvíró is)
- A város ritmusa (2007) (forgatókönyvíró és operatőr is)
- Viszlát, Adél! (2009) (forgatókönyvíró és operatőr is)
- Magyarország 2011 (2012) (forgatókönyvíró is)
- Nemzeti dokumentumfilm (2014) (operatőr is)
- Feleségek luxuskivitelben (2017–)

### Színészként
- Három történet a romantikáról (1965)
- A nagyfülű (1965)
- Fiúk a térről (1967)
- Bohóc a falon (1967)
- Bors (1969-1972)
- Szeressétek Odor Emiliát! (1968)
- Holnap lesz fácán (1974)
- Ámokfutás (1974)
- Meteo (1990)
- Sorstalanság (2005)
- Randevú (2006)

### Operatőrként
- Emlékszem egy városra (1996)
- Robot (1999)

## Művei
- A kutyák nem felejtenek. Két filmnovella; JAK–Balassi, 1996 (József Attila Kör)
- Getno; író-rendező Salamon András; Filmplus, Bp., 2004

## Díjai
- A filmkritikusok B. Nagy László-díja (1992)
- Toleranciadíj (1994, 1996)
- a filmszemle dokumentumfilmes fődíja (1997)
- a filmszemle dokumentumfilmes rendezői és operatőri díja (1998, 2000, 2008)
- a legjobb eredeti forgatókönyv díja (1999) Közel a szerelemhez
- Fipresci-díj (1999) Közel a szerelemhez
- a pescarai fesztivál legjobb film díja (1999)
- a dubrovniki fesztivál rendezői díja (2001)
- a Videopolis fesztivál fődíja és rendezői díja (2002)